# Prayagraj
Prayagraj (Hindi: प्रयागराज), i també com a Allahabad, Illahabad i Prayag, és una població índia, capital de la divisió de Prayagraj i del districte de Prayagraj, situada al sud de l'estat d'Uttar Pradesh, a la confluència dels rius Ganges i Yamuna. La ciutat actual està construïda a l'emplaçament de l'antiga ciutat santa de Prayag (Prayāga, en sànscrit "lloc de sacrifici"). Cada dotze anys acull un important festival hindú, la Kumbhamela o Kumbh Mela, el festival religiós més gran del món. La ciutat disposa d'un aeroport civil i militar (Bamrauli Air Force Base)

## Població
Segons el cens de 2001 té 1.042.229 habitants (la 32a ciutat de l'Índia) i cobreix 65 km². La població és hindú en majoria i parla l'hindi. El 1872 el cens donava 143.693 habitants i el 1881 148.547.

## Prayagraj i els primers ministres
Prayagraj està associada a set dels 14 primers ministres de l'Índia: Jawaharlal Nehru, Lal Bahadur Shastri, Indira Gandhi, Rajiv Gandhi, Gulzarilal Nanda, Vishwanath Pratap Singh i Chandra Shekhar nascuts a la ciutat o alumnes de la seva universitat o elegits pel seu districte electoral.

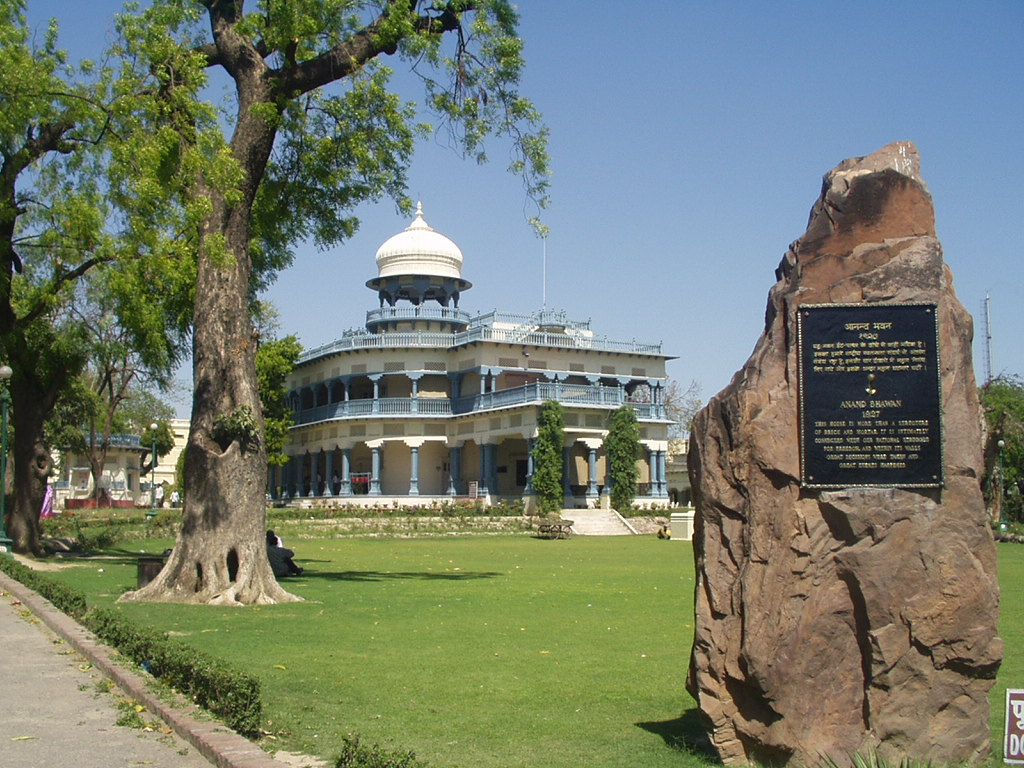
Anand Bhavan, casa dels Nehru-Gandhi avui museu.

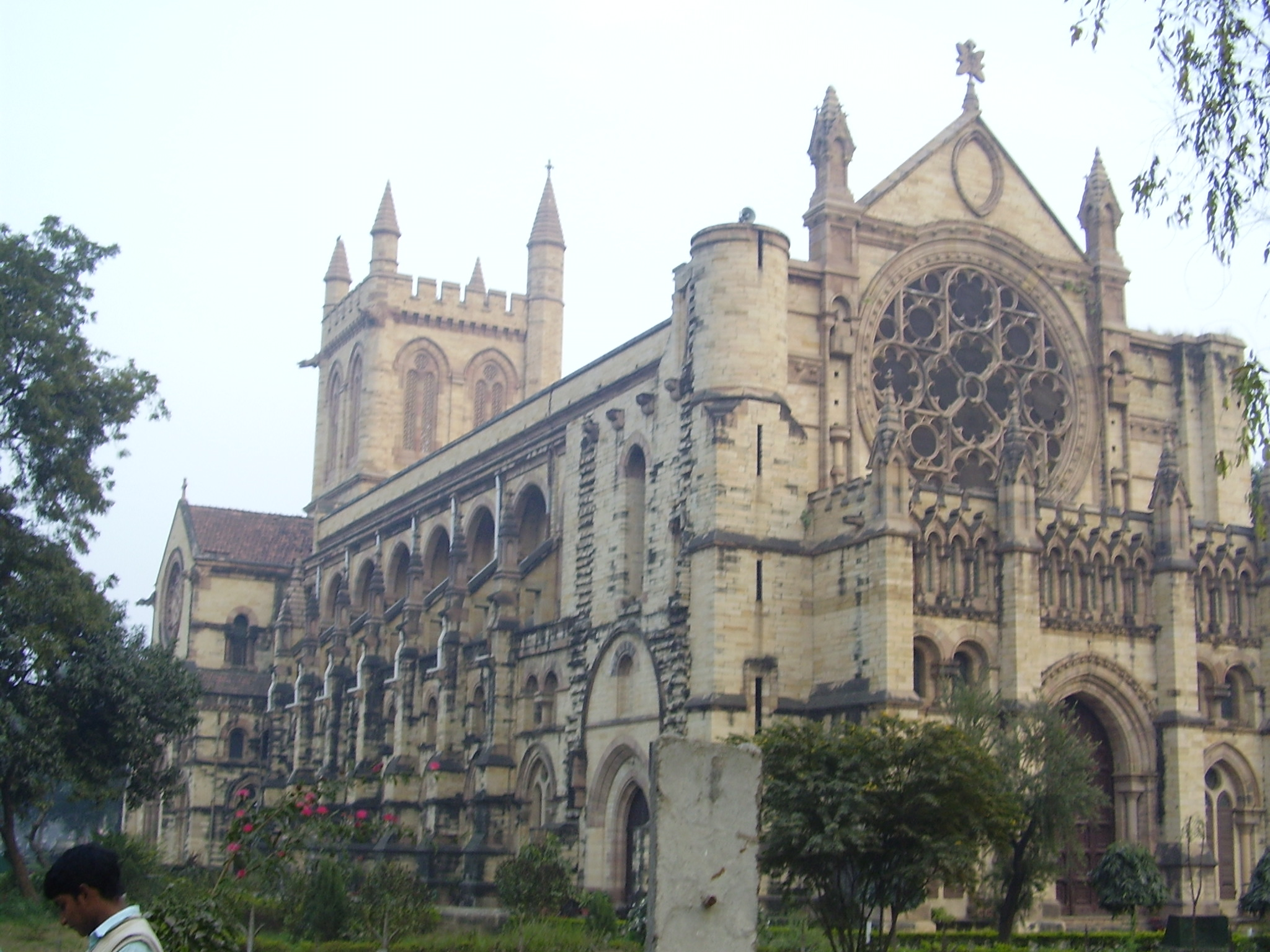
catedral de Tots els Sants.

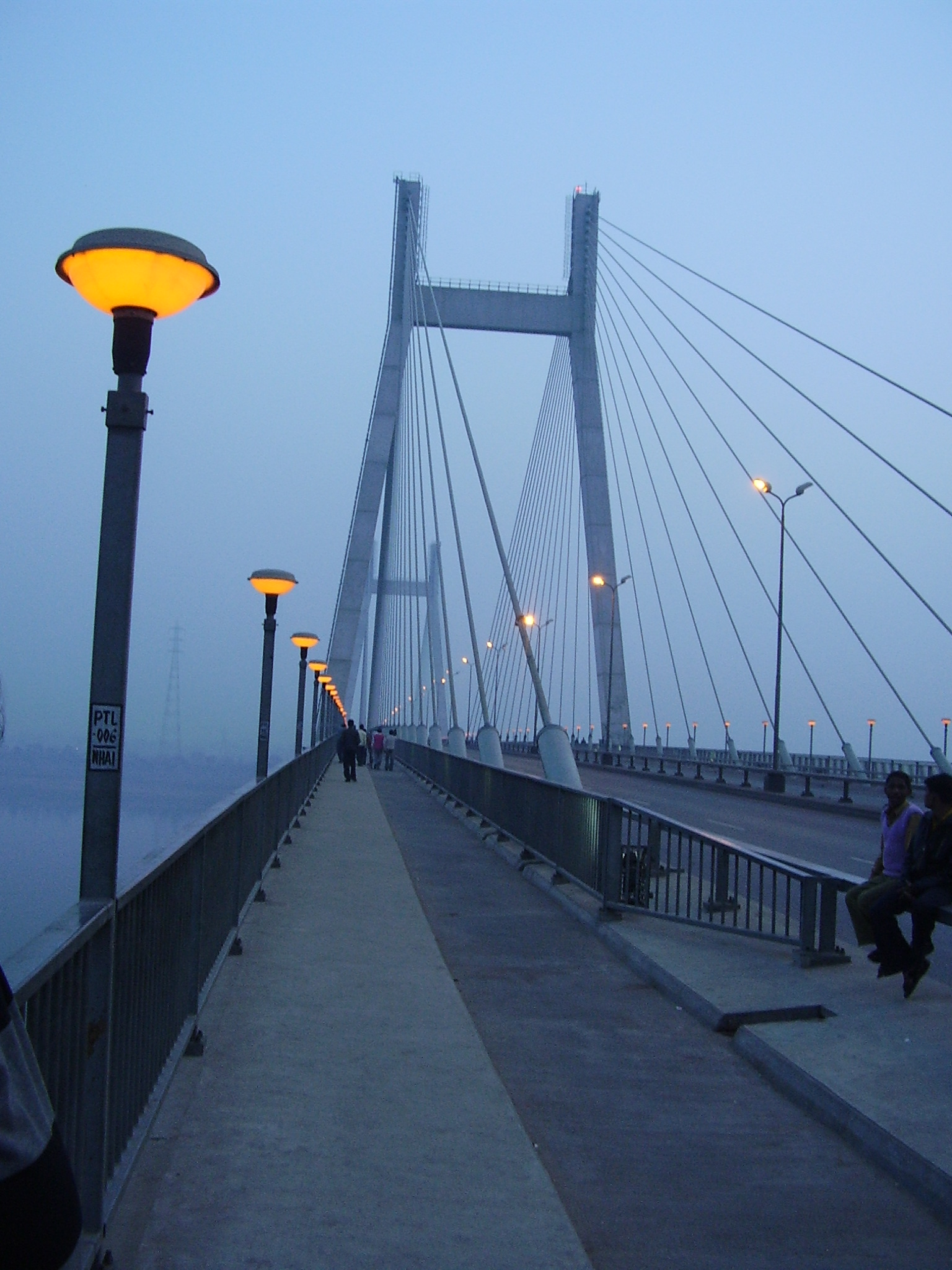
Pont al Yamuna.

## Llocs interessants
- Sangam i rodalia.
- Anand Bhavan i Planetarium de Jawahar.
- Pont nou del Yamuna Bridge.
- Company Bagh
- Alfred Park
- Museu d'Allahabad.
- Suprema Cort d'Allahabad,
- Catedral de Tots els Sants (Patthar Girja Ghar) consagrada el 1887 i acabada 40 anys després,
- Universitat d'Allahabad creada el 23 de setembre de 1887, la quarta de l'Índia (després de Calcuta, Bombai i Madras).
- Ewing Christian College establert el 1902
- Església de la Trinitat
- Monument a Thornhill i Mayne amb biblioteca i museu
- Mayo Memorial
- Town Hall
- Antiga presó al barri de Naini

## Geografia

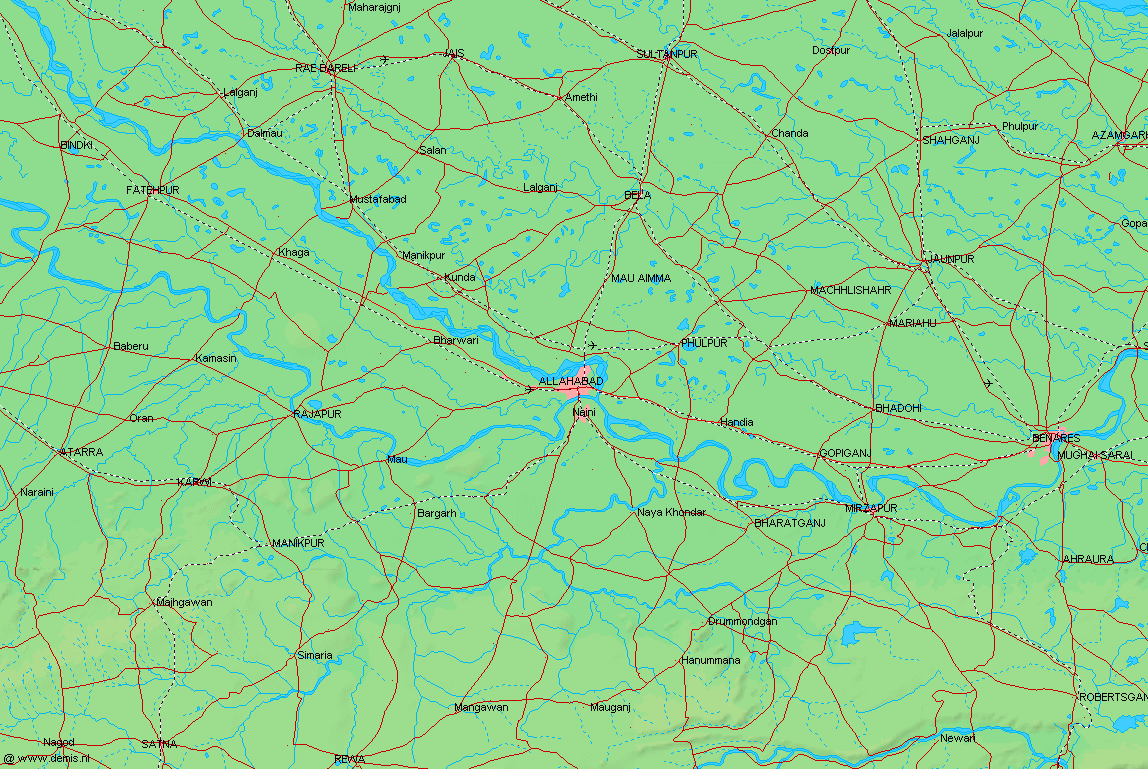
Rodalies de Prayagraj.

Està situada al sud de l'estat a la regió antigament anomenada Vats, propera al Bundelkhand (al sud-est), a l'Oudh (nord-oest) i al Doab de la que forma part (segueix cap a l'oest). El seu territori és fèrtil i s'hi cultiva blat.

## Personatges
- Madan Mohan Malaviya (lluitador nacionalista)
- Motilal Nehru (advocat i polític)
- Jawaharlal Nehru (Primer Ministre)
- Indira Gandhi (Primera Ministra)
- G. R. Sharma (historiador)
- Murli Manohar Joshi (polític, ex ministre)
- Harivansh Rai Bachchan (poeta)
- Suryakant Tripathi 'Nirala' (poeta)
- Vibhuti Narain Rai (escriptor)
- Mahadevi Varma (poeta i escriptor)
- Firaq Gorakhpuri (poeta)
- Amitabh Bachchan (actor)
- Dhyan Chand (esportista)
- Mohammad Kaif (esportista)
- Maharishi Mahesh Yogi (líder espiritual)
- Ravindra Khattree (acadèmic)
- Purushottam Das Tandon (polític)
- Shubha Mudgal (cantant)
- V. P. Singh (Primer Ministre)
- Lal Bahadur Shastri (Primer Ministre)
- Dharamvir Bharati o Dharmveer Bharti (escriptor)
- Dhirendra Verma (poeta)
- Ramkumar Verma (poeta)
- Akbar Allahabadi (poeta)
- Vikas Swarup (novel·lista)
- Joseph Jogindranath Ghosh (mestre)

## Història
En aquest lloc hi va estar Megàstenes, ambaixador de Seleuc I Nicàtor al començament del segle iii aC. Després el peregrí xinès Hwen Tsang al segle vii i l'anomena Prayag. A l'edat mitjana fou dominada segurament per les tribus bhils. Prayag fou conquerida pel gúrida Shahab al-Din el 1194 i durant dos segles va formar part de la província de Karra fins que aquesta fou unida al principat de Juanpur (Djwanpur). El 1529 Baber la va arrabassar als pathans.
Allahabad va ser fundada el 1583 per l'emperador mogol Akbar amb el nom d'al-Ilhahabad (Ciutat de Deu), sobre l'antic fort i vila ja existent. Jahangir hi va viure quan fou governador d'Allahabad com a príncep Selim. El seu fill Khusru o Khusraw s'hi va revoltar però fou derrotat i posat sota custòdia per son germà Khurram (futur Shah Jahan). Khusraw va morir el 1615 i es va erigir un mausoleu conegut com a Khusru Bagh.
El 1736 va ser ocupada pels marathes que la van conservar fins al 1750 quan fou saquejada pels pathans de Farrukhabad. El 1753 la va ocupar Safdar Jang, nawab d'Oudh que la va mantenir fins al 1765 quan els britànics, després de triomfar a Buxar (16 de novembre de 1764) la van retornar a l'emperador Shah Alam II.
El 1771 la ciutat es va entregar voluntàriament als marathes però aquestos la van vendre poc després al nawab d'Oudh per 50 lakhs de rúpies. Per pagar impostos endarrerits el nawab la va cedir als britànics junt amb el seu districte i el Doab, el novembre de 1801.
El 1833 fou declarada capital provincial quan les Províncies del Nord-oest es van constituir en província separada, fins al 1835 en què la capital fou traslladada a Agra i aquesta fou la capital fins a 1858 quan després de posar fi a la rebel·lió dels Sipais, la capital fou retornada a Allahabad. Durant la revolta, les notícies del que havia passat a Meerut es van rebre a la ciutat el 12 de maig de 1857. Inicialment els sipais van romandre lleials però a les 9 de la nit es van amotinar; es van produir saquejos, alliberament de presos, incendis de cases de cristians i europeus i matances d'oficials britànics. Un govern provisional dirigit per un home anomenat el Maulvi va proclamar la restauració de l'emperador mogol; els soldats europeus i els sikhs (que van romandre lleials) van resistir al fort fins a l'arribada (11 de juny) del general Neill que havia sortit de Madras. El mateix dia va derrotar els rebels al suburbi de Daraganj que fou destruït; el 15 de juny, després d'evacuar a dones i nens cap a Calcuta, va començar el bombardeig dels suburbis de Kydganj i Miilganj que foren ocupats seguidament; el 17 de juny l'autoritat britànica estava restablerta a la rodalia sense oposició. El Maulvi va fugir i el 18 de juny els britànics van entrar al centre de la ciutat que van trobar deserta. D'allí van marxar cap a Cawnpur; la rodalia va restar per un temps en rebel·lió però la ciutat va romandre tranquil·la. El 1858 fou declarada altra vegada seu del govern de les Províncies del Nord-oest. El 1877 les Províncies del Nord-oest i Oudh foren unides per formar les Províncies Unides d'Agra i Oudh de les que Allahabad va romandre capital.
En aquesta ciutat es trobava el famós pilar d'Asoka amb un edicte d'aquest rei, datat al segle iii aC, una inscripció referida a les victòries de Samudra Gupta el segle ii i una inscripció en persa commemorant la pujada de Jahangir el tron el 1605; els britànics la van posar en un jardí el 1838 prop d'un temple de Xiva i de l'arbre banià. L'administració local es regia per la Llei municipal de 1883 (Municipal Act 1883) per les Províncies del Nord-oest. A principis del segle xx la ciutat era cèlebre per la seva universitat, coneguda com l'Oxford de l'Est.